# Lom Jan Šverma

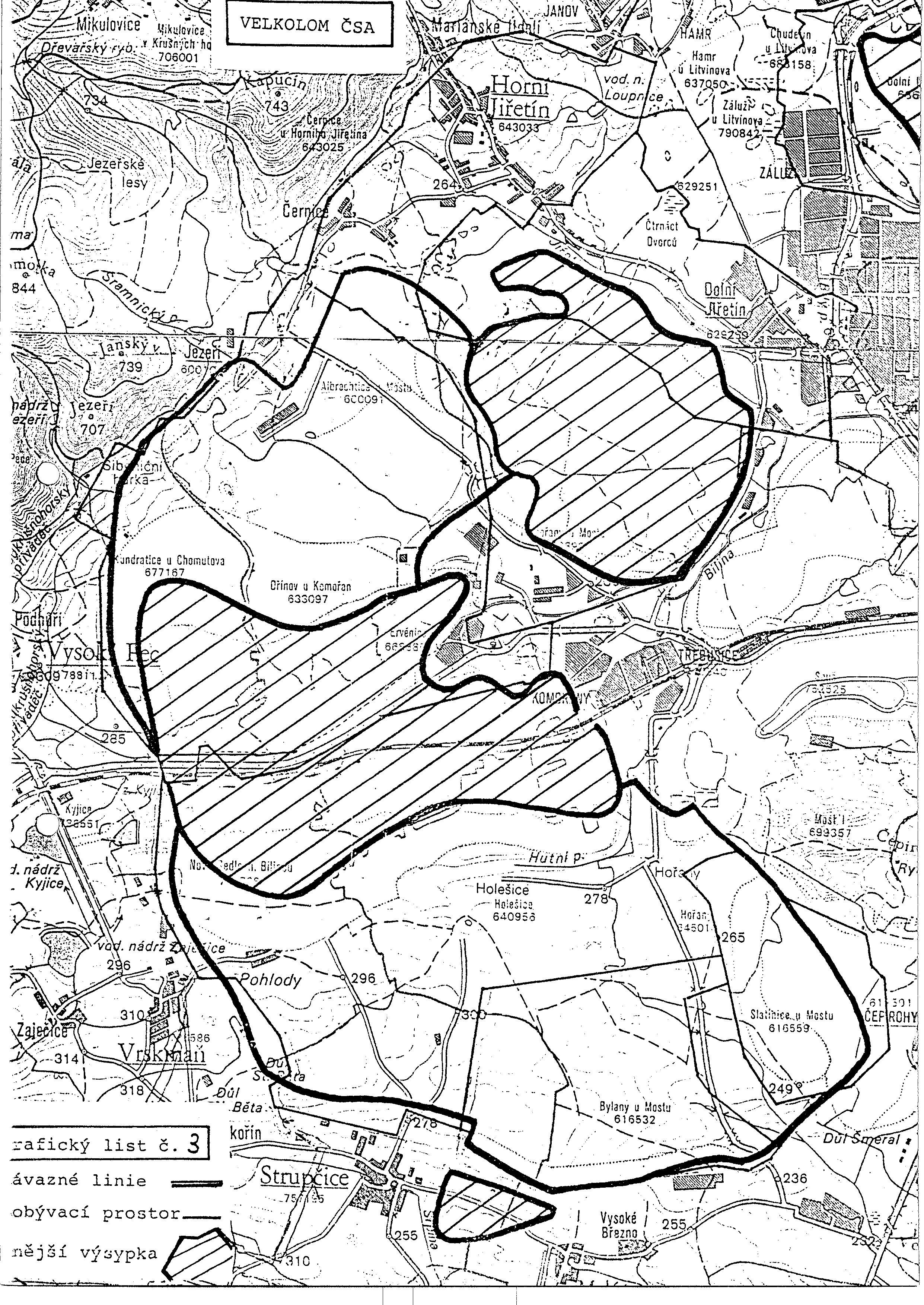
Limity na lomu Jan Šverma

Lom Jan Šverma byl hnědouhelný povrchový lom nacházející se v severočeské hnědouhelné pánvi, na rozhraní okresů Most a Chomutov v Ústeckém kraji. Lom jako samostatná jednotka již neexistuje, po roce 2010 došlo k jeho propojení s lomem Vršany, jehož součástí se prostor lomu Jan Šverma stal. Na západním okraji lomu se nacházejí obce Vrskmaň a Okořín. V lokalitě těží Vršanská uhelná a.s.
Lom se původně jmenoval Robert II, nově pojmenován byl podle komunistického novináře a politika Jana Švermy, který zahynul během Slovenského národního povstání.

## Historie
V lokalitě původně existoval hlubinný důl Robert I, který byl založen v roce 1860 (podle dalších zdrojů až v roce 1865). V roce 1918 (podle dalších zdrojů již v 90. letech 19. století) pak byl založen povrchový lom Robert II. Těžba v obou provozech pa probíhala souběžně až do roku 1942, kdy byl provoz dolu Robert I ukončen. V roce 1946 pak došlo k jeho přejmenování lomu Robert II na Doly Jan Šverma. Následně v 50. letech začal velký rozvoj lomu. Došlo k celkové modernizaci strojního vybavení - byly nasazeny nové těžební stroje a zakladače, přešlo se na standardní rozchod kolejí 1435 mm a začaly se využívat elektrické lokomotivy 26EM1. Souběžně došlo k rozvoji těžby na lomu ČSA a byly vystavěny úpravárenské komplexy Úpravna uhlí Komořany a Úpravna uhlí Herkules. Uhlí z lomu v tomto období tvořilo zásadní část uhlí využívaného v celém Československu.
Když se k sobě začaly blížit porubní fronty obou lomů, bylo provedeno vyhodnocení vhodnosti obou lomů pro pokračování těžby. V dobývací technologii se lomy zásadně nelišily, rozdíl ale byl v důlní dopravě - lom Vršany využíval výhradně pásovou dopravu, lom Jan Šverma používal méně vhodnou kolejovou dopravu (menší kapacita, vyšší náklady na údržbu). Bylo tak rozhodnuto, že do fáze útlumu těžby přejde lom Jan Šverma a dojde k jeho pohlcení lomem Vršany. Od roku 1995 tak začal útlum těžby v lokalitě a k propojení skrývkových řezů obou lomů rypadlem KU800/84. V roce 1999 došlo k technologickému propojení a k rozšíření pásové dopravy i do lokality lomu Jan Šverma. Odkliz z rypadla KU800/92 z lomu Vršany se tak začal pomocí zakladače ZP6600/93 ukládat na výsypku lomu Jan Šverma. Na rok 2010 pak bylo naplánováno, že porubní frontu bude již odtěžovat pouze lom Vršany. Propojení mělo proběhnout rypadlem KU300/85.
K roku 2009 bylo v provozu na lokalitě Jan Šverma v procesu dobývání jedno rypadlo KU300/96 na těžbě uhelné sloje a rypadlo K800/54 nasazené na odlehčovacím řezu lokality Vršany.
Lom Vršany tak bývá uváděn s názvem ve tvaru Lom Vršany - Šverma.
Ještě na začátku roku 1990 byly mezi výhledové lokality těžby uhlí zařazeny lokality Bylany a Šverma - západ. Lom Šverma - západ byl projektován na 138 mil. vytěžitelných tun uhlí, nicméně bylo rozhodnuto zde povrchovým způsobem netěžit a byly zrušeny dobývací prostory. Obě lokality se následně ocitly mimo hranice územních ekologických limitů těžby.
Při těžbě byly zbourány obce Nové Sedlo nad Bílinou, Holešice a Pohlody.

## Vlastnictví
Důl přešel ze státních do soukromých rukou. Lokalita se tak dostala do majetku společnosti Vršanská uhelná, která byla v majetku skupiny Czech Coal Pavla Tykače. Po transformaci struktury a přejmenování je Vršanská uhelná nadále součástí holdingu pod kontrolou Pavla Tykače s novým názvem Sev.en Česká energie.
V rámci privatizace státního majetku po roce 1989 zůstaly objekty bývalého dolu v držení státního podniku Palivový kombinát Ústí. Postup těžby na lomu Vršany však vyžadoval odstranění těchto objektů. Mezi podniky Palivový kombinát Ústí a Vršanská uhelná tak došlo k dohodě na postupném odstraňování těchto zbytkových objektů. To mělo probíhat ve třech etapách rozplánovaných na roky 2010, 2011 a 2015.

## Uhlí
V lokalitě Vršany - Hrabák k roku 2021 těžila společnost Vršanská uhelná a.s. Hnědé uhlí zde vytěžené zásobuje elektrárny Komořany a Počerady.
Vnější výsypku lomu tvořily Výsypka Čepirohy a Velebudická výsypka.